# He Zi
He Zi (何姿S; Nanning, 11 dicembre 1990) è una tuffatrice cinese, specializzata nel trampolino da 1m, nel trampolino da 3 m e nel trampolino da 3 m sincro.
Ai Giochi Olimpici di Rio 2016, al termine della premiazione della gara di tuffi dal trampolino dai tre metri, in diretta mondiale, il compagno di squadra Qin Kai si è inginocchiato a lei chiedendole di sposarlo; la tuffatrice ha acconsentito, tutto ciò davanti alla diretta mondiale delle telecamere.

## Palmarès
- Giochi olimpici

Londra 2012: oro nel sincro 3m e argento nel trampolino 3m.
Rio 2016: argento nel trampolino 3m.
- Mondiali

Melbourne 2007: oro nel trampolino 1m.
Shanghai 2011: oro nel sincro 3m e argento nel trampolino 3m.
Barcellona 2013: oro nel trampolino 1m e nel trampolino 3m.
Kazan 2015: argento nel trampolino 3m e bronzo nel trampolino 1m.
- Giochi asiatici

Doha 2006: argento nel trampolino 1m e nel trampolino 3m.
Canton 2010: oro nel trampolino 3m.
Incheon 2014: oro nel trampolino 3m.

### Coppa del Mondo
- Vincitrice della Coppa del Mondo del trampolino 3m nel 2010
- Vincitrice della Coppa del Mondo del sincro 3m nel 2010 e nel 2012

## Riconoscimenti
- Atleta dell'anno FINA: 2013